# Anacamptodes pallida
Anacamptodes pallida är en fjärilsart som beskrevs av Frederick H. Rindge 1966. Anacamptodes pallida ingår i släktet Anacamptodes och familjen mätare. Inga underarter finns listade i Catalogue of Life.